# Eugenia haematocarpa
Eugenia haematocarpa là một loài thực vật thuộc họ Myrtaceae. Đây là loài đặc hữu của Puerto Rico.